# Sapori e dissapori
(Tagline del film)
Sapori e dissapori (No Reservations) è un film del 2007 diretto da Scott Hicks, remake statunitense del film tedesco Ricette d'amore (2001) di Sandra Nettelbeck.

## Trama
Kate è una chef di successo, abilissima ma eccessivamente seria e i rapporti sociali non sono il suo forte. Un giorno, la sorella perde la vita in un incidente stradale e Kate deve così occuparsi della piccola Zoe, sua nipote. Durante la sua breve assenza, la titolare del ristorante assume l’italoamericano Nick come secondo chef, il quale conquista tutti con la sua bravura e allegria e Kate se ne sente minacciata. Nel frattempo, Kate non riesce a prendersi adeguatamente cura di Zoe, ancora molto depressa per la morte della madre. Prova allora a portare la nipote al lavoro, e lì si affeziona molto a Nick.
Un giorno Kate dimentica la piccola nipote e questa, in cambio del perdono alla zia, le chiede di invitare a cena Nick, sperando che tra i due possa nascere qualcosa. Poco dopo l'uomo rivela a Kate che gli era stato offerto il suo posto; Kate fraintende e dopo averci litigato, lo licenzia, scoprendo solo in un secondo momento che lui in realtà aveva rifiutato. Quando Zoe scopre che la zia e Nick non si vedranno più, fugge di casa, raggiungendo il cimitero per trovare consolazione sulla tomba della madre che le manca tanto. Disperata, Kate contatta Nick, ed insieme ritrovano la piccola, riappacificandosi. Dopo essersi licenziata, Kate apre con Nick un nuovo ristorante, e i due vengono aiutati dalla piccola Zoe.

## Slogan promozionali
- «Non sempre quello che desideri è sul menù.»
- «Sono le ricette che uno si inventa quelle che funzionano meglio.»
- «Qualcosa bolle in pentola quest'estate.»

## Premi
Per il ruolo di Zoe, la giovane attrice Abigail Breslin ottenne una nomination agli Young Artist Awards 2008.

## Distribuzione
La pellicola è uscita il 27 luglio 2007 negli Stati Uniti e il 14 settembre 2007 in Italia.

## Incassi
Il film ha incassato 43.107.979 dollari negli USA, e 49.493.071 all'estero, per un incasso totale di 92.601.050 dollari.